# Bátrak földje
A Bátrak földje kosztümös magyar teleregény. Első epizódját 2020. január 1-jén mutatta be az RTL Klub televíziós csatorna. A jeleneteket az Iparművészeti Múzeumhoz tartozó,  barokk stílusú Nagytétényi Kastélyban valamint a Szentendrei Skanzenben vették fel, azon belül is legtöbb helyszín a felföldi mezőváros tájegység volt.  Budafokon voltak még külső, városi helyszíni felvételek. A forgatás 2019 nyarán, hat hónapon keresztül tartott és november közepén ért véget.

## Szereplők[11]

### Főszereplők
| Név                             | Színész                      | Jellemzés |
| ------------------------------- | ---------------------------- | --- |
| Rokoczay Anna bárónő            | Szász Júlia                  | A 21 éves Anna nem elégszik meg a társadalom által ráosztott nemes szerepével, és úgy véli, hogy az élethez elengedhetetlen a mindent elsöprő szenvedély. A szülei által erőltetett, rendes és biztonságos házasság és gyerekvállalás helyett tanulni szeretne, felfedezni, megismerni a világot. Tudja, hogy küldetése van az életben, csak még nem biztos benne, hogy mi is az. Eldönti, hogy diplomás orvos szeretne lenni. Imre megkéri a kezét, ám Anna szülei ezt nem nézik jó szemmel. Miután Bécsbe megy, elhatározza, hogy felvételizik a bécsi orvosi egyetemre, viszont egy rosszakarója közbenjárására Annát elutasítják a bécsi egyetemről. (Később Hilda a kapcsolatai által elintézi, hogy a bárókisasszonyt mégis felvegyék.) Imre újra megkéri a kezét Bécsben, ezúttal a szülők beleegyezésével. Anna képtelen döntést hozni a 2 udvarló közül: Sándor, aki a mindent elsöprő szerelmet és orvosi álmai teljesülését jelenti, vagy Imre, aki mellett biztos támaszt és családot kap. Végül Sándorral Svájcba szökik, a zürichi egyetem diákja lesz, majd 2 évvel később újra hazatérnek és összeházasodnak. |
| Rokoczay Károly báró            | Ilyés Róbert                 | Élet-halál ura a városban, csak attól tart, hogy örökösei egyszer majd elherdálják mindazt a hatalmat és vagyont, amit ő eddig felépített. Családja, alkalmazottai, szolgái félik és tisztelik. Hűvös és számító, aki az emberekre is úgy tekint, mint kedvenc játékában, a sakkban a bábukra. Később kiderül, hogy Zalán édesapja. Felesége, Jozefin, és (kisebbik) fia, Móric merényletet terveznek ellene, ám a mérgezés meghiúsul. A bárófit lecsukják és a báró kitagadja, a bárónét pedig Károly kidobja a kastélyból. Végül nem válnak el, de Jozefin nem tér vissza a gyermekek miatt sem. Az utolsó epizódban súlyos érbetegségébe majdnem belehal, de Anna orvosi tudásával megmenti az életét. A halálközeli élmény hatására teljesen megváltozik. |
| Rokoczay Károly báró            | fiatalon: Bodoky Márk        | Élet-halál ura a városban, csak attól tart, hogy örökösei egyszer majd elherdálják mindazt a hatalmat és vagyont, amit ő eddig felépített. Családja, alkalmazottai, szolgái félik és tisztelik. Hűvös és számító, aki az emberekre is úgy tekint, mint kedvenc játékában, a sakkban a bábukra. Később kiderül, hogy Zalán édesapja. Felesége, Jozefin, és (kisebbik) fia, Móric merényletet terveznek ellene, ám a mérgezés meghiúsul. A bárófit lecsukják és a báró kitagadja, a bárónét pedig Károly kidobja a kastélyból. Végül nem válnak el, de Jozefin nem tér vissza a gyermekek miatt sem. Az utolsó epizódban súlyos érbetegségébe majdnem belehal, de Anna orvosi tudásával megmenti az életét. A halálközeli élmény hatására teljesen megváltozik. |
| Rokoczay Jozefin báróné         | Fodor Annamária              | Anna, Móric és Ilona édesanyja. „Jégkirályné” izzó vágyakkal. Számára minden a hatalomról és az irányításról szól. Mindenre és mindenkire aszerint tekint, hogyan tudná a saját érdekei szerint használni. Ha valami megtetszik neki, azt megszerzi, ha valami nem tetszik neki, attól megszabadul – mindkettőt bármi áron. Titkos viszonyt folytat Zalánnal, a kováccsal, aki valójában a mostohafia. Mikor ezt megtudja, felbújtja Móricot, hogy ölje meg Károlyt. Terve nem sikerül, ezért Károly kidobja a kastélyból. Az utolsó részben kiderül, hogy Gréta tantival él Bécsben, bár nem vált el Károlytól, de nem tartja a kapcsolatot a családjával. |
| Rokoczay Móric báró             | Jaskó Bálint                 | A Rokoczay ház majdani örököse, akinek minden a látszatról szól. Azt akarja, hogy őt tartsák a legjóképűbbnek, a leggazdagabbnak, a legokosabbnak, a legmindenebbnek. Leginkább apja tiszteletét szeretné elnyerni, egyelőre sikertelenül. A gazdag, becsvágyó aranyifjú a kiskapu-keresés királya. Ő gyújtatja fel a Torzsa-birtokot, ami után letartóztatják, és apja, mivel meg akarta mérgezni, kitagadja. Az utolsó részben amnesztiával szabadul, ismét apja életére tör, de ezúttal sem jár sikerrel, végül Károly megbocsát neki, és visszafogadja a családba. |
| Rokoczay Ilona bárónő           | Kardos Kíra                  | Ilona Anna húga, jól nevelt úri kisasszony. Bájos, cserfes, életvidám kislány, aki alig várja, hogy végre ő is szerelmes legyen. Kíváncsi, barátságos és kreatív. Igyekszik másoknak segíteni, de nem mindig gondolja végig, hogy tettei milyen következményekkel járhatnak. |
| Vető Mariska                    | Takács Nóra Diána            | Jozefin élesnyelvű komornája, tele energiával. Folyton matat, pörög, szeret nyüzsögni, sokat fecseg. Sokat morgolódik, de szórakoztató, és a gondjára bízottakért bármire képes lenne. Az izgalmakat hajhássza, de sokszor türelmetlen, könnyen el is unja a dolgokat. Impulzív, néha sekélyes és szemtelen. Özvegy. A fia, Zalán, a szeme fénye, aki a báróval való kapcsolatának gyümölcse. A sorozat végére Zalán házat épít neki, majd Babával elutazik. |
| Vető Mariska                    | fiatalon: Veszelovszki Janka | Jozefin élesnyelvű komornája, tele energiával. Folyton matat, pörög, szeret nyüzsögni, sokat fecseg. Sokat morgolódik, de szórakoztató, és a gondjára bízottakért bármire képes lenne. Az izgalmakat hajhássza, de sokszor türelmetlen, könnyen el is unja a dolgokat. Impulzív, néha sekélyes és szemtelen. Özvegy. A fia, Zalán, a szeme fénye, aki a báróval való kapcsolatának gyümölcse. A sorozat végére Zalán házat épít neki, majd Babával elutazik. |
| Vető Zalán                      | Koltai-Nagy Balázs           | Zalán egy aranyszívű lovag, aki egy kovácslegény testébe született. Karizmatikus, igazságos, becsületes. Azonban ami a szívén, az a száján, és ez bizony bajba szokta sodorni. Ha valamit nagyon akar, akkor azt kemény munkával meg is szerzi. Sokszor az az érzése, hogy többre hivatott, mint hogy Rokoca kovácsa legyen, de nem tudja megmagyarázni, miért. A sorozat során a bárónéval kerül közelebbi (mindenki előtt gondosan titkolt) viszonyba. A későbbiek folyamán (eleinte csak a nézők számára) kiderül, hogy a báró eltitkolt fiaként született. Miután Katicától megtudja az igazat, szakít Jozefinnel, és teljes jogú tagja lesz a Rokoczay családnak. |
| Torzsa Sándor                   | Kenderes Csaba               | Sándor egy 22 éves borász. Rebellis, forrófejű, impulzív, és szenvedélyes. Mer nagyot álmodni, és tenni sem fél álmaiért. Legfőbb bánata, hogy még túl fiatal volt 1848-ban, így nem vehetett részt a szabadságharcban. Bár szülei mindig csitítanák, Sándor a céljaiért és elveiért akár az életét is adná. Hisz abban, hogy jobb a fájdalom, mintha az ember semmit sem érez. Ő robbantja fel a vasúti hidat az első epizódban, ezt a későbbiekben meg is gyónja Péter atyának. Sokáig harcol Anna szerelméért Csizmadia Imrével, végül ő lesz a befutó, a két férfi pedig békejobbot nyújt egymásnak. Mielőtt hazatérnek Annával, Svájcban dolgozik borászként. |
| Csizmadia Imre                  | Bárnai Péter                 | A 24 éves Imre Rokoca zsandárhadnagya, korábban pedig a monarchia katonája volt. Özvegyember, egy kisfiúval, aki úgy gondolja, felesége halálával magát a szerelmet is örökre elveszítette. Kicsit régimódi, puritán, becsületes és büszke. Ösztönösen tudja, mi helyes és mi helytelen. Morális értékrendjét igyekszik a köz javára fordítani. Sokan árulónak tekintik a városban, pedig Imre csakis a legjobbat akarja hazája népének. Anna bárónő után megy Bécsbe és megkéri a kezét majd visszatérnek Rokocára. Rokoczay Károly báró úr atyai áldását adja a frigyre és ezért a hölgyért az utolsó lélegzetéig küzdött a zsandár hadnagy. Azonban Anna nem szereti igazán, így beleszeret Katicába. A sorozat utolsó epizódjában már szolgabíróként és Katica férjeként szerepel. |
| Torzsa Mihály                   | Csőre Gábor                  | Mihály, Sándor édesapja – egy jómódú borász, aki igyekszik a saját keze munkájával előteremteni a családja jövőjét. Magabiztos, büszke, tiszteletet parancsoló parasztember. Erős az igazságérzete, önfeláldozó, a családjáért bármire képes. Egykor az életét adta volna Magyarország függetlenségéért, de ma már a családja biztonsága érdekli leginkább. Miután a szőlőültetvény leég, a vasúttársaság részvényese. |
| Torzsa Terka                    | Dér Denisa                   | Terka, Sándor elkötelezett, gyakorlatias édesanyja. Gondoskodó, óvó, odaadó anya és feleség. Mindig kedves, mindig elfoglalt, és mindig engedelmes. Barátságos és bizalomkeltő, de tud nagyon kemény is lenni, főleg, ha a szerettei biztonságáról van szó. Ráérez, hogyan lehet az emberekről gondoskodni, mire van szükségük ahhoz, hogy jól érezzék magukat. Tót származású. |
| Torzsa Gyula                    | Berencsy Martin              | Gyula, Sándor és Rózsa öccse. Bátor, sokszor szemtelen. Határozott, okos, céltudatos. Büszke rá, hogy nem tart semmitől. Keményen megdolgozik azért, amit el akar érni, de hajlamos a kapkodásra, és néha olyan csatákba is belemegy, amikbe nem kellene. Eleinte a szőlőben dolgozik, majd a báró inasa lesz, a Torzsa-földért vívott harcban pedig kvázi ügynökként viszi a híreket családjának. Megmenti Ilona bárokisasszonyt a tűzből, amiért majdnem az életével fizet. |
| Torzsa Borika                   | Pintye Júlia                 | Bori jólelkű teremtés, bár néha kicsit akaratos. Okos és szemfüles kislány. A nagyszülei, Mihály és Terka nevelik. Tulipánné rájön, hogy Rózsa a valódi édesanyja,ami tényt később Móric szétterjeszt a városban. Édesapja Elek, a betyár. |
| Csizmadia Zsuzsa                | Tóth Ildikó                  | Zsuzsa asszony szeretett férje a háborúban halt meg, és gyermekei közül is csak Imre maradt életben. Így Zsuzsának nincs nagyobb vágya, mint hogy Imre és Palika biztonságban éljenek. Ugyanakkor Zsuzsa nem mer új embereket megkedvelni, abban a félelmében, hogy őket is elveszítheti. Komor, sztoikus, sokszor gyanakvó, de figyelmes és lojális a szövetségeseihez. A történet végén a Péter atyával (Lobsinger Ödön emlékére) alapított árvaház egyik vezetője. |
| Csizmadia Palika                | Kuna Márk Károly             | Palika ötéves, szeretetre méltó és szeretetéhes kisfiú. Édesanyját olyan korán elvesztette, hogy nem is emlékszik rá. Elsősorban nagymamája neveli, de Palika akkor a legboldogabb, amikor az apjával lehet. Erre azonban Imre foglalkozása és titkolt bűntudata miatt csak kevés esély adódik. |
| (Csizmadia Imréné) Bodza Katica | Litauszky Lilla              | Katica, Anna bárónő 21 éves szobalánya. Erdélyi árva, akit kislányként fogadtak be a kastélyba, hogy Anna szolgálója legyen. Azóta ő lett a kisasszony legfőbb bizalmasa és legjobb barátnője is. Katica igazi romantikus, reménytelenül szerelmes típus. Nem könnyen bízik meg másokban, de ha valaki elnyeri a bizalmát, onnantól hűséges barátot nyer vele. Katicának azonban van egy olyan titka amit még Anna sem ismer. A sorozat során kiderül, hogy Baba az édesanyja. Eleinte Sándor volt a szerelme, de miután ő Annát választotta, Imre lett a szerelme, akivel összeházasodtak. Az utolsó részben már az árvaház nevelőjeként dolgozik, és Imrével közös gyermekét várja. |
| Baba                            | Spolarics Andrea             | A sejtelmes tekintetű Baba az erdőben, egy ekhós szekérben él. A cigányasszonyt a legtöbben boszorkánynak tartják, sokan félnek tőle, amit Baba jól ki is használ: így el tudja titkolni, hogy igazából arany szíve van. Tudását gyógyításra, varázslásra, jövendölésre és bábaságra egyaránt használja. Így egyszerre kiközösített pária és becsben tartott kincs, aki a város gyermekeit segíti világra. Később kiderül, hogy ő Katica édesanyja. A báróné, annak ellenére, hogy segített neki az abortuszában, majdnem halálra vereti. Később elköltözik a városból, az utolsó részben mint már gazdag asszony tér vissza, varázslási és jövendölési képességeit használva ugyanis egy nagyobb összeget nyert a lutrin. |
| Baba                            | fiatalon: Messaoudi Emina    | A sejtelmes tekintetű Baba az erdőben, egy ekhós szekérben él. A cigányasszonyt a legtöbben boszorkánynak tartják, sokan félnek tőle, amit Baba jól ki is használ: így el tudja titkolni, hogy igazából arany szíve van. Tudását gyógyításra, varázslásra, jövendölésre és bábaságra egyaránt használja. Így egyszerre kiközösített pária és becsben tartott kincs, aki a város gyermekeit segíti világra. Később kiderül, hogy ő Katica édesanyja. A báróné, annak ellenére, hogy segített neki az abortuszában, majdnem halálra vereti. Később elköltözik a városból, az utolsó részben mint már gazdag asszony tér vissza, varázslási és jövendölési képességeit használva ugyanis egy nagyobb összeget nyert a lutrin. |
| (Tulipán Jakabné) Torzsa Rózsa  | Radnay Csilla                | Rózsa egy könnyűvérűnek látszó csapos, aki nagyon jól megtanulta kezelni a rokocai fogadó vendégeit. Sándor és Gyula testvére, Borika édesanyja, a kislány miatt családja egy jó időre kitagadta, a picit pedig a szülők sajátjukként nevelik. Ki akar tűnni a világban, és a mindent elsöprő, szenvedélyes szerelmet keresi, ami sokszor rossz utakra viszi. Szórakoztató, egyedi, magabiztos. Sokáig Móric ágyasa, és egy időre Elek is visszatér az életébe. Utóbbi bűnös tette és kivégzése megviseli, végül Tulipán Jakab mellett találja meg a boldogságot. |
| Tulipán Jakab                   | Hajmási Dávid                | Jakab egy megfelelni vágyó zsidó szatócs, aki minden emberben a potenciális vevőt látja, így mindenkihez van egy kedves mosolya. De leginkább imádott feleségének akar bizonyítani, akit az életénél is jobban szeret. Keményen megdolgozik mindenért és már nagyon várja, hogy édesapa lehessen. A 26. részben azonban elveszíti feleségét. Sokáig kerülgetik egymást Rózsával, akit végül az utolsó részben feleségül vesz. |
| Péter atya                      | Pataki Ferenc                | Péter atya gondoskodó, fontos számára a közösség, amelynek lelkipásztoraként szolgál. Művelt, éles eszű, megfontolt szónok. Megbízható, megértő, lelkiismeretes és lojális. Nem ítélkezik. Azonban nagyon nyomasztja, hogy korábban katonaként embert ölt. A történet végén egy árvaházat alapít és vezet Csizmadia asszonnyal. |
| Tulipán Sára                    | Hőrich Nóra Lili             | Sára a szatócs Jakab életvidám, várandós felesége. Kedvességével a legtöbb embert azonnal leveszi a lábáról. Mindenkihez szeretettel fordul, jó barát. Hisz benne, hogy a világ jobbá válhat, ha az emberek egymást segítik. A 26. részben Sára kisbabájával együtt belehal a szülésbe. |
| Lobsinger Ödön                  | Salat Lehel                  | Szolgabíróként a törvény megtestesítője Rokocán, aki szereti a katonás fegyelmet, a rendet és nyugalmat. Számára nem számít az erkölcs: amit a hatalom megkíván, annak meg kell történnie. Éppen emiatt nehezíti meg lépten-nyomon Imre életét. Elek az 56. részben leszúrja, éppen a Zsuzsannával való eljegyzése után. |

### Mellékszereplők
| Név                                 | Színész                                   | Jellemzés |
| ----------------------------------- | ----------------------------------------- | --- |
| Florian von Engelsburg-Alberti gróf | Mikola Gergő                              | Magabiztos, kiváló családból származó nőtlen gróf. Ambiciózus és sikeres osztrák üzletember, aki a rokocai vasúti építkezés pénzügyeit hivatott ellenőrizni. Arrogáns, önző, és nincs ellene a korrupciónak, amennyiben annak eredményét ő is élvezi. Korának egyik legkeresettebb agglegénye. Egy megjegyzése azt valószínűsíti, hogy anyai ágon magyar származású lehet. Rajong a pesti kaszinókért és kedveli a hegymászást is. Szerelmes Annába, ezért majdnem megerőszakolja, amiért Móric párbajra hívja ki, de végül Csizmadia Imre áll ki ellene. A párbajban veszít, ennek következtében egyik lábára lesántul. Ezután ott tesz keresztbe a Rokoczayaknak ahol csak tud, Anna egyetemi felvételijét is megakadályozza. |
| Rokoczay Hilda báróné               | Nagy Fruzsina                             | Móric elhanyagolt, Bécsben élő felesége. Törékeny alkata határozott, szilárd jellemet takar. Remek megfigyelő, jó hallgatóság, könnyen átlát mások hazugságain, de nála soha nem lehet tudni, mikor hazudik és mikor mond igazat. Igyekszik élvezni az életet, akkor is, ha ebben férje nincs mindig mellette. |
| Gréta Tanti (Bánffy Gréta)          | Murányi Tünde                             | Hozzá küldték Bécsbe Annát a szülei. Gréta Anna bárónő anyai ági rokona. Henrik, a férje orvos és feltaláló volt, de meghalt. Jozefin hozzá küldi Annát, a sorozat végén azonban ő szorul a jóindulatára. |
| Daru György zsandár                 | Kristóf István                            | Csizmadia Imre alárendeltjei közül az egyetlen zsandár, akinek az eddigi részekben elhangzott a neve, szerepelni is ő szerepelt ezidáig a legtöbbet. Szolgálatkész és jó megfigyelő, előszeretettel fitogtatja hatalmát. |
| Szarka Elek                         | Bányai Miklós                             | Vele beszélgetett Torzsa Mihály és Gálos István. Valamint őt ismerte fel Rózsa, amikor Jakab boltjába megy, hogy elnézést kérjen tőle. Eleket keresik a zsandárok. Rózsa elárulja Terkának, hogy Elek az édesapja Borikának. Lobsinger Ödönt, a szolgabírót az 56. részben leszúrja. Ezért nyilvánosan felakasztják. |
| Kiss Lajos tyúktolvaj               | Mátrai Lukács Sándor                      | Kisstílű bűnöző, ugyanakkor szószátyár természetű, szangvinikus alkatú személyiség. Miután tyúklopás miatt ötven botütést és pár napos szabadságvesztést vetnek ki rá, a zsandárság fogdájában megismerkedik Torzsa Sándorral, akit barátjául fogad. |
| Sümeghy Tibor kurtanemes            | Fillár István                             | A Rokocát is érintő vasútépítés előrehaladásáért felelős bizottmány egyik tagja, aki fiatalabb korában Jozefin egyik hódolója volt, és azóta is gyengéd érzelmeket táplál a báróné irányában. Ezután a báróné csúnyán átveri. |
| Gálos István                        | Antal D. Csaba                            | Hamiskártyás, pitiáner bűnöző, aki azonban olyan információkkal rendelkezik, ami közelebb vezetheti a nyomozó hatóságokat a hídrobbantó kilétéhez, és aránylag készségesnek is mutatkozik a segítségnyújtásban. |
| …                                   | László G. Attila                          | Betyár. Vele verekedett Imre az erdőben és közben megölte. |
| Georg Neubauer                      | Csonka András                             | A bécsi kávéház főpincére. |
| …                                   | Uwe Lauer                                 | Vele beszélget németül a bécsi orvosi egyetem dékánja miközben Anna bárónő beleszól a beszélgetésbe. |
| Herr Paul Weber                     | Toni Slama magyar hangja: Várkonyi András | A bécsi orvosi egyetem dékánja. Anna bárónő Semmelweis Ignácról és úgy általában a gyógyításról beszélget vele. Feltűnik neki a bárókisasszony tudása, és szívesen látná az egyetemen, de Anna végül Zürichbe megy tanulni. |
| …                                   | Björn Freiberg                            | Tanár a bécsi orvosi egyetemen. |
| Káló                                | Mir Dávid Hessami                         | Durmó fia. Ő rohan Babához, hogy az apját megszúrták és segítsen rajta. Neki ígérte Baba Katicát. |
| Durmó                               | Horváth György                            | Káló apja, Baba régi cigány ismerőse. |
| Duránczi Laborc, szabómester        | Lakatos Márk                              | Extravagáns szabómester, aki többek között Anna bárónő ruháját kreálja a bálra és halálosan szerelmes Csizmadia Imrébe. |
| Egyházas-Berzsenyi József, főispán  | Juhász Károly                             | Vele beszélget Csizmadia Imre a bál során. Eleinte nézeteltérés van köztük, de aztán a beszélgetés végére megemlíti neki, hogy akár ő is lehetne az új szolgabíró Rokocán. |
| Erzsike                             | Vasvári Emese                             | Torzsáék szomszédja, ő értesíti őket, hogy tűz van. |
| Monostory Pál                       | Tóth László                               | Kocsis a Rokoczay család szolgálatában. |
| Vicus                               | Szabó Vivien                              | Cseléd a Csizmadia családnál |
| Abigél                              | …                                         | Cseléd a Rokoczay családnál. |

## Epizódok
| Sor. | Év. | Cím      | Premier           | Nézettség |
| ---- | --- | -------- | ----------------- | --------- |
| 1.   | 1.  | 1. rész  | 2020. január 1.   | 604 000   |
| 2.   | 2.  | 2. rész  | 2020. január 2.   | 534 000   |
| 3.   | 3.  | 3. rész  | 2020. január 3.   | 491 000   |
| 4.   | 4.  | 4. rész  | 2020. január 6.   | 457 000   |
| 5.   | 5.  | 5. rész  | 2020. január 7.   | 477 000   |
| 6.   | 6.  | 6. rész  | 2020. január 8.   | 496 000   |
| 7.   | 7.  | 7. rész  | 2020. január 9.   | 436 000   |
| 8.   | 8.  | 8. rész  | 2020. január 10.  | 495 000   |
| 9.   | 9.  | 9. rész  | 2020. január 13.  | 480 000   |
| 10.  | 10. | 10. rész | 2020. január 14.  | 529 000   |
| 11.  | 11. | 11. rész | 2020. január 15.  | 442 000   |
| 12.  | 12. | 12. rész | 2020. január 16.  | 442 000   |
| 13.  | 13. | 13. rész | 2020. január 17.  | 439 000   |
| 14.  | 14. | 14. rész | 2020. január 20.  | 474 000   |
| 15.  | 15. | 15. rész | 2020. január 21.  | 483 000   |
| 16.  | 16. | 16. rész | 2020. január 22.  | 459 000   |
| 17.  | 17. | 17. rész | 2020. január 23.  | 489 000   |
| 18.  | 18. | 18. rész | 2020. január 24.  | 520 000   |
| 19.  | 19. | 19. rész | 2020. január 27.  | 517 000   |
| 20.  | 20. | 20. rész | 2020. január 28.  | 526 000   |
| 21.  | 21. | 21. rész | 2020. január 29.  | 516 000   |
| 22.  | 22. | 22. rész | 2020. január 30.  | 505 000   |
| 23.  | 23. | 23. rész | 2020. január 31.  | 484 000   |
| 24.  | 24. | 24. rész | 2020. február 3.  | 409 000   |
| 25.  | 25. | 25. rész | 2020. február 4.  | 466 000   |
| 26.  | 26. | 26. rész | 2020. február 5.  | 420 000   |
| 27.  | 27. | 27. rész | 2020. február 6.  | 423 000   |
| 28.  | 28. | 28. rész | 2020. február 7.  | 448 000   |
| 29.  | 29. | 29. rész | 2020. február 10. | 454 000   |
| 30.  | 30. | 30. rész | 2020. február 11. | 454 000   |
| 31.  | 31. | 31. rész | 2020. február 12. | 456 000   |
| 32.  | 32. | 32. rész | 2020. február 13. | 383 000   |
| 33.  | 33. | 33. rész | 2020. február 14. | 474 000   |
| 34.  | 34. | 34. rész | 2020. február 17. | 432 000   |
| 35.  | 35. | 35. rész | 2020. február 18. | 472 000   |
| 36.  | 36. | 36. rész | 2020. február 19. | 434 000   |
| 37.  | 37. | 37. rész | 2020. február 20. | 443 000   |
| 38.  | 38. | 38. rész | 2020. február 21. | 407 000   |
| 39.  | 39. | 39. rész | 2020. február 24. | 480 000   |
| 40.  | 40. | 40. rész | 2020. február 25. | 438 000   |
| 41.  | 41. | 41. rész | 2020. február 26. | 492 000   |
| 42.  | 42. | 42. rész | 2020. február 27. | 487 000   |
| 43.  | 43. | 43. rész | 2020. február 28. | 467 000   |
| 44.  | 44. | 44. rész | 2020. március 2.  | 464 000   |
| 45.  | 45. | 45. rész | 2020. március 3.  | 521 000   |
| 46.  | 46. | 46. rész | 2020. március 4.  | 451 000   |
| 47.  | 47. | 47. rész | 2020. március 5.  | 470 000   |
| 48.  | 48. | 48. rész | 2020. március 6.  | 502 000   |
| 49.  | 49. | 49. rész | 2020. március 9.  | 503 000   |
| 50.  | 50. | 50. rész | 2020. március 10. | 516 000   |
| 51.  | 51. | 51. rész | 2020. március 11. | 484 000   |
| 52.  | 52. | 52. rész | 2020. március 12. | 526 000   |
| 53.  | 53. | 53. rész | 2020. március 13. | 472 000   |
| 54.  | 54. | 54. rész | 2020. március 16. | 513 000   |
| 55.  | 55. | 55. rész | 2020. március 17. | 524 000   |
| 56.  | 56. | 56. rész | 2020. március 18. | 539 000   |
| 57.  | 57. | 57. rész | 2020. március 19. | 550 000   |
| 58.  | 58. | 58. rész | 2020. március 20. | 548 000   |
| 59.  | 59. | 59. rész | 2020. március 23. | 493 000   |
| 60.  | 60. | 60. rész | 2020. március 24. | 535 000   |
| 61.  | 61. | 61. rész | 2020. március 25. | 551 000   |
| 62.  | 62. | 62. rész | 2020. március 26. | 546 000   |
| 63.  | 63. | 63. rész | 2020. március 27. | 588 000   |
| 64.  | 64. | 64. rész | 2020. március 30. | 560 000   |
| 65.  | 65. | 65. rész | 2020. március 31. | 537 000   |
| 66.  | 66. | 66. rész | 2020. április 1.  | 574 000   |
| 67.  | 67. | 67. rész | 2020. április 2.  | 558 000   |
| 68.  | 68. | 68. rész | 2020. április 3.  | 582 000   |
| 69.  | 69. | 69. rész | 2020. április 6.  | 540 000   |
| 70.  | 70. | 70. rész | 2020. április 7.  | 534 000   |
| 71.  | 71. | 71. rész | 2020. április 8.  | 547 000   |
| 72.  | 72. | 72. rész | 2020. április 9.  | 626 000   |
| 73.  | 73. | 73. rész | 2020. április 14. | 585 000   |
| 74.  | 74. | 74. rész | 2020. április 15. | 569 000   |
| 75.  | 75. | 75. rész | 2020. április 16. | 584 000   |
| 76.  | 76. | 76. rész | 2020. április 17. | 618 000   |
| 77.  | 77. | 77. rész | 2020. április 20. | 680 000   |
| 78.  | 78. | 78. rész | 2020. április 21. | 705 000   |
| 79.  | 79. | 79. rész | 2020. április 22. | 710 000   |
| 80.  | 80. | 80. rész | 2020. április 23. | 740 000   |